# The Honeycombs
The Honeycombs est un groupe britannique de pop des années 1960. Leur plus gros succès est leur premier single Have I the Right? (en), sorti en juin 1964, qui se classe no 1 au Royaume-Uni et no 5 aux États-Unis. Leur caractéristique la plus remarquable est que c'est une jeune femme, Honey Lantree, qui y tenait la batterie.

## Discographie

### Singles britanniques
- 1964 : Have I the Right? (en) / Please Don't Pretend Again (no 1[1])
- 1964 : Is It Because / I'll Cry Tomorrow (no 38)
- 1964 : Eyes / If You've Got to Pick a Baby
- 1965 : Something Better Beginning / I'll See You Tomorrow (no 39)
- 1965 : That's the Way / Can't Get Through to You (no 39)
- 1965 : This Year Next Year / Not Sleeping Too Well Lately
- 1966 : Who Is Sylvia / How Will I Know
- 1966 : It's So Hard / I Fell In Love
- 1966 : That Loving Feeling / Should a Man Cry

### Albums
- 1964 : The Honeycombs (Here Are the Honeycombs aux États-Unis)
- 1965 : All Systems Go!

## Membres
Les cinq membres d'origine des Honeycombs sont :
- Denis d'Ell : chant, harmonica
- John Lantree : basse
- Honey Lantree : batterie, chant
- Martin Murray : guitare rythmique
- Alan Ward : guitare principale

Martin Murray est remplacé par Peter Pye en novembre 1964.
Entre 1966 et 1967, le groupe, rebaptisé « The New Honeycombs », se compose de :
- Colin Boyd : guitare rythmique, chant
- Rod Butler : guitare principale, chant
- John Lantree : basse
- Honey Lantree : batterie, chant
- Eddie Spence : claviers